# Santa Martha, Jalisco
Santa Martha är en ort i Mexiko.   Den ligger i kommunen Jalostotitlán och delstaten Jalisco, i den centrala delen av landet, 400 km nordväst om huvudstaden Mexico City. Santa Martha ligger 1 831 meter över havet och antalet invånare är 124.
Terrängen runt Santa Martha är huvudsakligen platt, men åt nordost är den kuperad. Runt Santa Martha är det ganska tätbefolkat, med 65 invånare per kvadratkilometer. Närmaste större samhälle är Jalostotitlán, 6,5 km sydväst om Santa Martha. I omgivningarna runt Santa Martha växer huvudsakligen savannskog.